# SS Rex
O SS Rex foi um navio de passageiros transatlântico italiano operado pela Italia di Navigazione e construído pelos estaleiros da G. Ansaldo & Co. em Gênova. Ele originalmente começou sua construção como o SS Guglielmo Marconi para a Navigazione Generale Italiana, porém a fusão da companhia Lloyd Sabaudo formou a Italia di Navigazione e o navio foi renomeado Rex. Ele realizou sua viagem inaugural em setembro de 1932, operando no Oceano Atlântico ao lado de seu irmão SS Conte di Savoia até mesmo depois do começo da Segunda Guerra Mundial. O Rex acabou afundado em 27 de setembro de 1944 por bombardeiros da Força Aérea Real perto de Trieste, sendo parcialmente desmontado ao final do conflito em 1947.